# Music to Crash Your Car to: Vol. 2
Music to Crash Your Car to: Vol. 2 è una raccolta box set del gruppo hard rock statunitense Mötley Crüe. Contiene i migliori brani degli album Dr. Feelgood e Mötley Crüe, l'EP Quaternary e le raccolte Decade of Decadence 81-91 e Supersonic and Demonic Relics.

## Tracce
Disc 1
1. "T.N.T. (Terror 'N Tinseltown)"
2. "Dr. Feelgood"
3. "Slice of Your Pie"
4. "Rattlesnake Shake"
5. "Kickstart My Heart"
6. "Without You"
7. "Same Ol' Situation (S.O.S.)"
8. "Sticky Sweet"
9. "She Goes Down"
10. "Don't Go Away Mad (Just Go Away)"
11. "Time for Change"
12. "Dr. Feelgood" (Demo)
13. "Without You" (Demo)
14. "Kickstart My Heart" (Demo)
15. "Get it for Free"
16. "Time for Change" (Demo)

Disc 2
1. "Live Wire" (Kick Ass '91 Remix)
2. "Piece of Your Action" (Screamin' '91 Remix)
3. "Black Widow"
4. "Sinners and Saints"
5. "Knock 'Em Dead, Kid" (Demo)
6. "Mood Ring"
7. "Home Sweet Home '91"
8. "So Good, So Bad"
9. "Monsterous"
10. "Say Yeah"
11. "Kickstart My Heart" (Live)
12. "Dr. Feelgood" (Live)
13. "Teaser"
14. "Rock 'N' Roll Junkie"
15. "Primal Scream"
16. "Angela"
17. "Anarchy in the U.K."

Disc 3
1. "Power to the Music"
2. "Uncle Jack"
3. "Hooligan's Holiday"
4. "Misunderstood"
5. "Loveshine"
6. "Poison Apples"
7. "Hammered"
8. "Til Death Do Us Part"
9. "Welcome to the Numb"
10. "Smoke the Sky"
11. "Droppin Like Flies"
12. "Driftaway"
13. "Hypnotized"

Disc 4
1. "Planet Boom"
2. "Bittersuite"
3. "Father"
4. "Friends"
5. "Babykills"
6. "10,000 Miles Away"
7. "Hooligan's Holiday" (Extended Holiday Version by Skinny Puppy)
8. "Hammered"
9. "Livin' in the Know"
10. "Misunderstood" (Guitar Solo/Scream Version)
11. "Hooligan's Holiday" (Derelict Version)
12. "Misunderstood" (Successful Format Version)
13. "Hooligan's Holiday" (Brown Nose Edit)